# Нова-Ігуасу
Нова-Ігуасу (порт. Nova Iguaçu) — місто на південному сході Бразилії в штаті Ріо-де-Жанейро. У 2022 році населення складало 785 867 осіб. Розташоване на північний захід від міста Ріо-де-Жанейро, у межах його агломерації. Місто є районом мешкання великого числа бідних переселенців з північного сходу країни.